# اردشیر (ساتراپ گودمان)
اردشیر (پارسی میانه: Ardašīr) یکی از نجیب‌زادگان ساسانی در سده سوم میلادی در زمان حکومت شاپور یکم و ساتراپ گودمان (قم امروزی) بود.

## زندگی

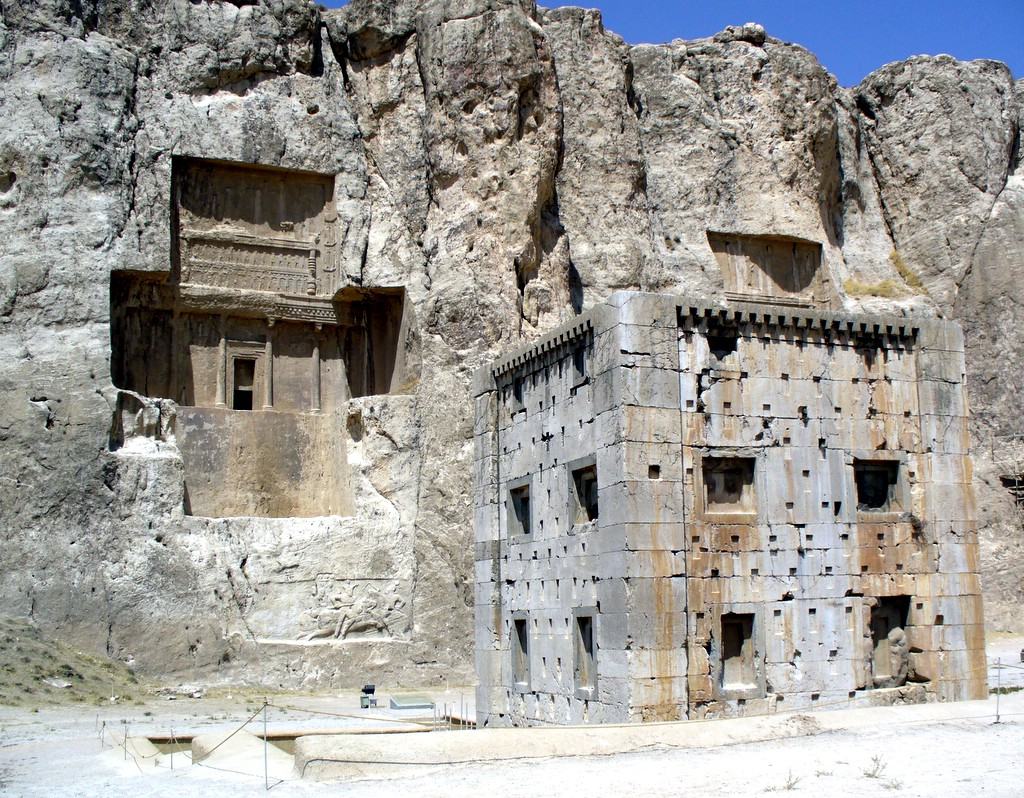
کعبه زرتشت، جایی که سنگ‌نوشته شاپور یکم حک شده‌است

از او در سنگ‌نوشته شاپور یکم بر کعبه زرتشت یاد شده‌است. وی یکی از هفت ساتراپ و در میان آن‌ها دومین نفری است که به او در این کتیبه اشاره شده‌است. او در این سنگ‌نوشته در میان ۶۷ نجیب‌زاده در رتبهٔ بیست‌ودو قرار دارد و با توجه به اهدای قربانی‌هایی به نام او، باید دارای مقام والایی باشد. اطلاعات دیگری از زندگی او در دست نیست.